# Paratheuma ramseyae
Paratheuma ramseyae är en spindelart som beskrevs av Joseph A. Beatty och Berry 1989. Paratheuma ramseyae ingår i släktet Paratheuma och familjen Desidae.
Artens utbredningsområde är Cooköarna. Inga underarter finns listade i Catalogue of Life.